# イカリソウ属
イカリソウ属（イカリソウぞく、学名：Epimedium、和名漢字表記：碇草属または錨草属）はメギ科の属の一つ。

## 特徴
多年草。地下茎が発達し、多数のひげ根がはえる。茎の基部には少数の根出葉と鱗片葉がある。茎につく葉は日本産のものは1個であり、1-3回3出または1-2回2出複葉で、小葉はほぼ卵形、基部は心形になる。根出葉より茎につく葉の方が葉柄が短いが、形はよく似ている。花序は茎の先端から総状または分枝して円錐状につくが、茎葉が直立するため、茎葉に側生するように見える場合がある。萼片は8個あり、花時には外側の小型の4片は早く落ち、内萼片は4個で花弁状になる。蜜腺をもつ花弁は4個で、種によっては距になって長く伸びる。雄蕊は4個、葯は外側を向く。雌蕊は1個で、多数の胚珠を2列につける。果実は袋果になり、大きさが異なる2片に分かれる。

## 分布
主に中国大陸に、他にインド（ヒマラヤ西部）、日本、朝鮮半島、ロシア極東部、南ヨーロッパ、北アフリカに分布し、約60種知られる。日本には5-6種が分布する。

## 種

### 日本に分布する種
- バイカイカリソウ Epimedium diphyllum (C.Morren et Decne.) Lodd. - 花は白色で、花弁にイカリソウ属に特徴の距がない。本州の中国地方、四国、九州に分布する[3]。
  - サイコクイカリソウ Epimedium diphyllum (C.Morren et Decne.) Lodd. subsp. kitamuranum (T.Yamanaka) K.Suzuki - バイカイカリソウの亜種。四国の吉野川流域に特産する[1]。環境省レッドリストの絶滅危惧II類(VU)。
- ヤチマタイカリソウ Epimedium grandiflorum C.Morren var. grandiflorum - イカリソウの分類上の基本種で、花は白色。石灰岩地に生え、本州の近畿地方、四国に分布する[2][3]。環境省レッドリストの準絶滅危惧(NT)。
  - イカリソウ Epimedium grandiflorum C.Morren var. thunbergianum (Miq.) Nakai - 花は淡紫色[1]。北海道の渡島半島、本州の主に太平洋側に分布する[3]。
  - ヒゴイカリソウ Epimedium grandiflorum C.Morren var. higoense T.Shimizu - 花は白色。九州の熊本県にまれに産する[2][3]。基本種のヤチマタイカリソウに含む見解がある[2]。
- キバナイカリソウ Epimedium koreanum Nakai - 花は淡黄色。日本の北海道の渡島半島・本州の主に日本海側、朝鮮半島北部、ウスリー地方に分布する[1][3]。
  - クモイイカリソウ Epimedium koreanum Nakai var. coelestre (Nakai) Yonek.（シノニム: Epimedium coelestre Nakai ） - キバナイカリソウの変種。小葉の縁に刺状の毛のないもので、群馬県の谷川岳、至仏山などの蛇紋岩地帯に特産する[3]。環境省レッドリストの絶滅危惧II類(VU)。基本種のキバナイカリソウと区別しない考えもある[6]。
- トキワイカリソウ Epimedium sempervirens Nakai ex F.Maek. - 葉が常緑で、本州の北陸地方から山陰地方に分布する[1][3]。
- ヒメイカリソウ Epimedium trifoliatobinatum (Koidz.) Koidz. - 四国の蛇紋岩地帯に特産する。バイカイカリソウとイカリソウの交雑起源と考えられている[1][2]。
  - シオミイカリソウEpimedium trifoliatobinatum (Koidz.) Koidz. subsp. maritimum K.Suzuki - ヒメイカリソウの亜種で、葉が常緑。九州の東部の海岸付近、島部に分布する[1]。環境省レッドリストの準絶滅危惧(NT)。
- オオバイカイカリソウ Epimedium × setosum Koidz. - 本州の中国地方に分布し、石灰岩地にまれに産する。花色、距の有無など形態の変異が大きい。バイカイカリソウとトキワイカリソウの交雑に由来する群[1]。

### 中国原産の栽培種
- ホザキノイカリソウ Epimedium sagittatum (Siebold et Zucc.) Maxim. - 江戸時代に中国から渡来した常緑の多年草で、まれに日本で植栽されている[1]。全草は淫羊藿（いんようかく）という生薬で強壮・強精剤として有名[7]。

## ギャラリー

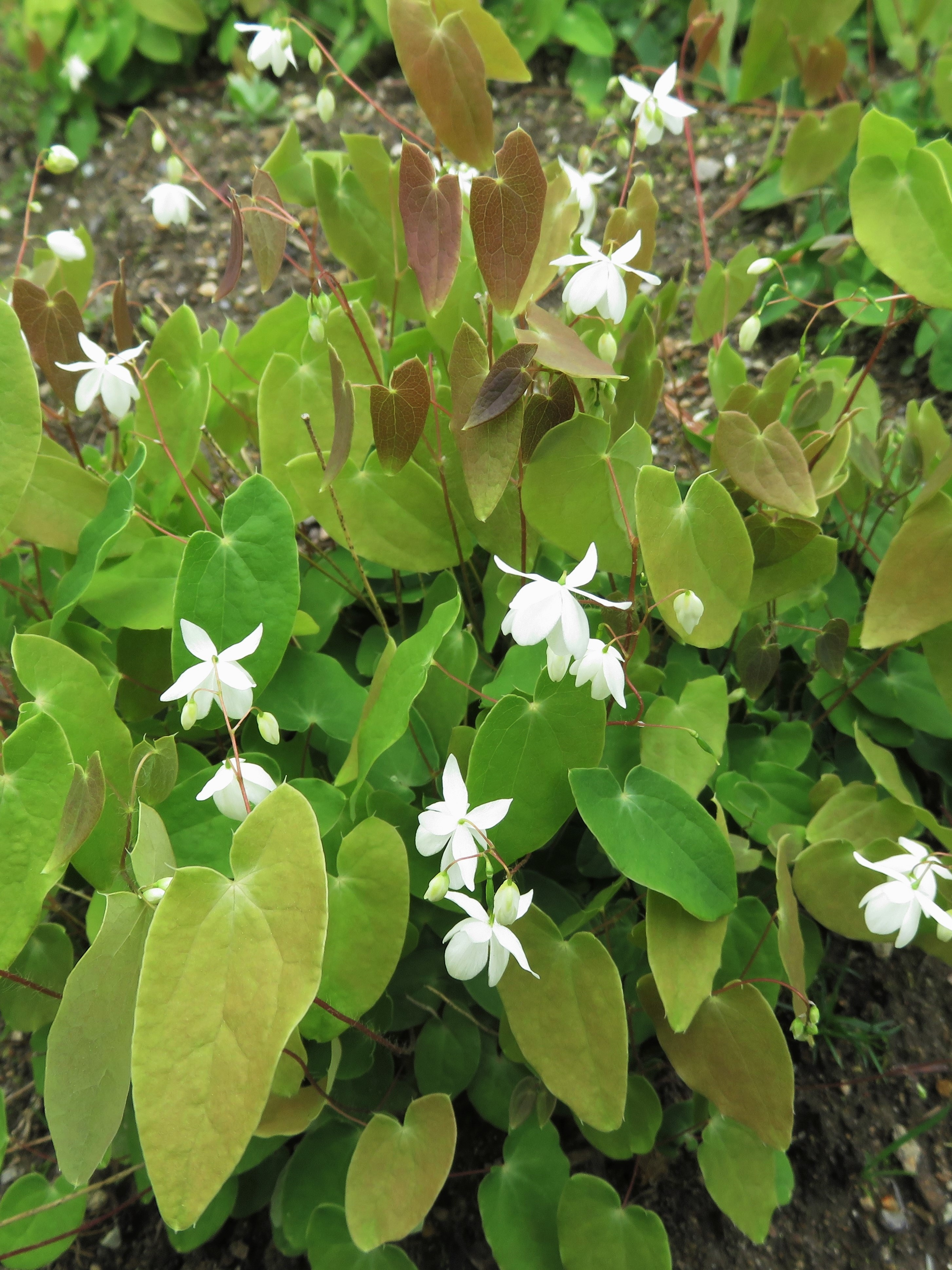
バイカイカリソウ
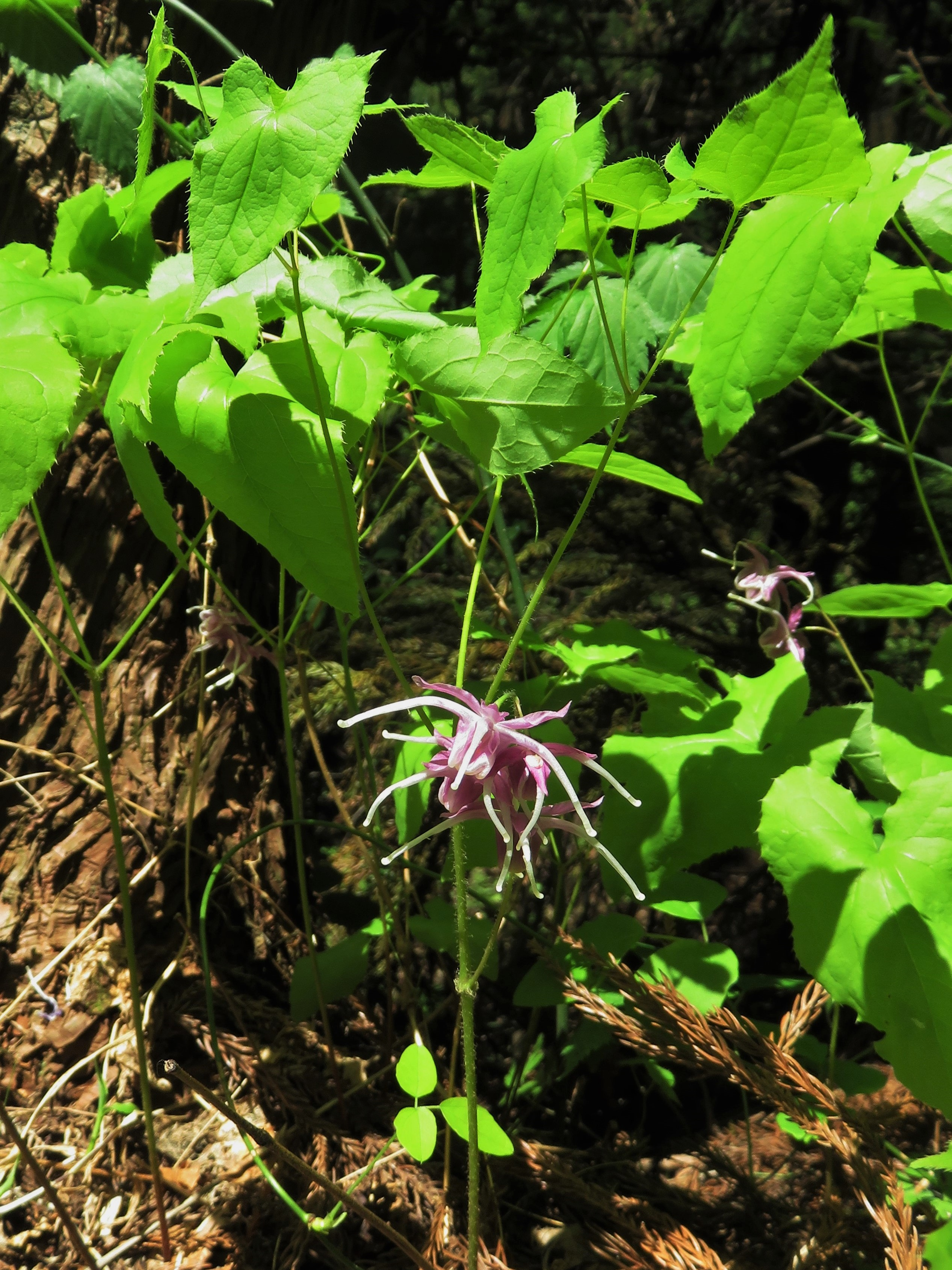
イカリソウ
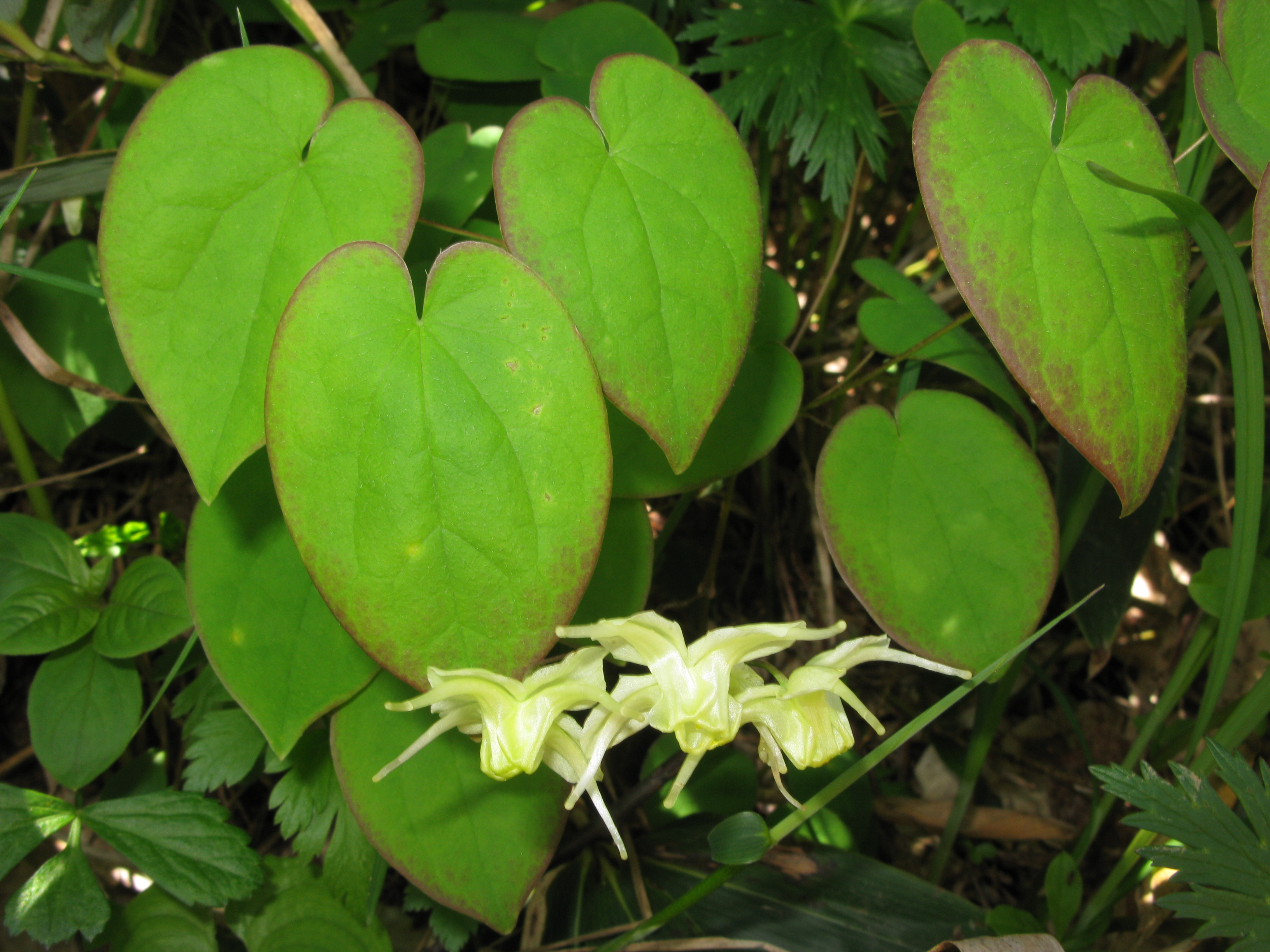
クモイイカリソウ
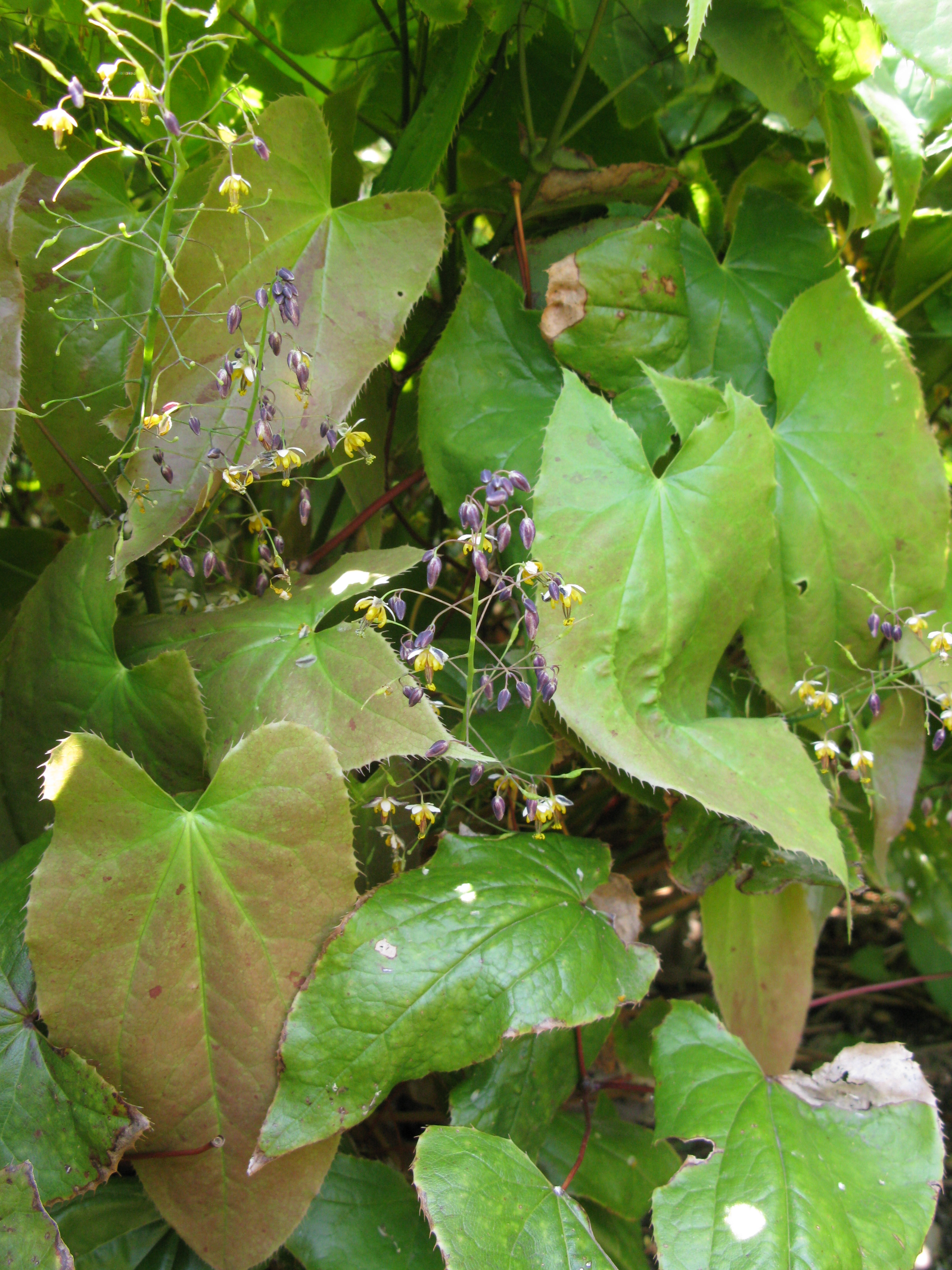
ホザキノイカリソウ
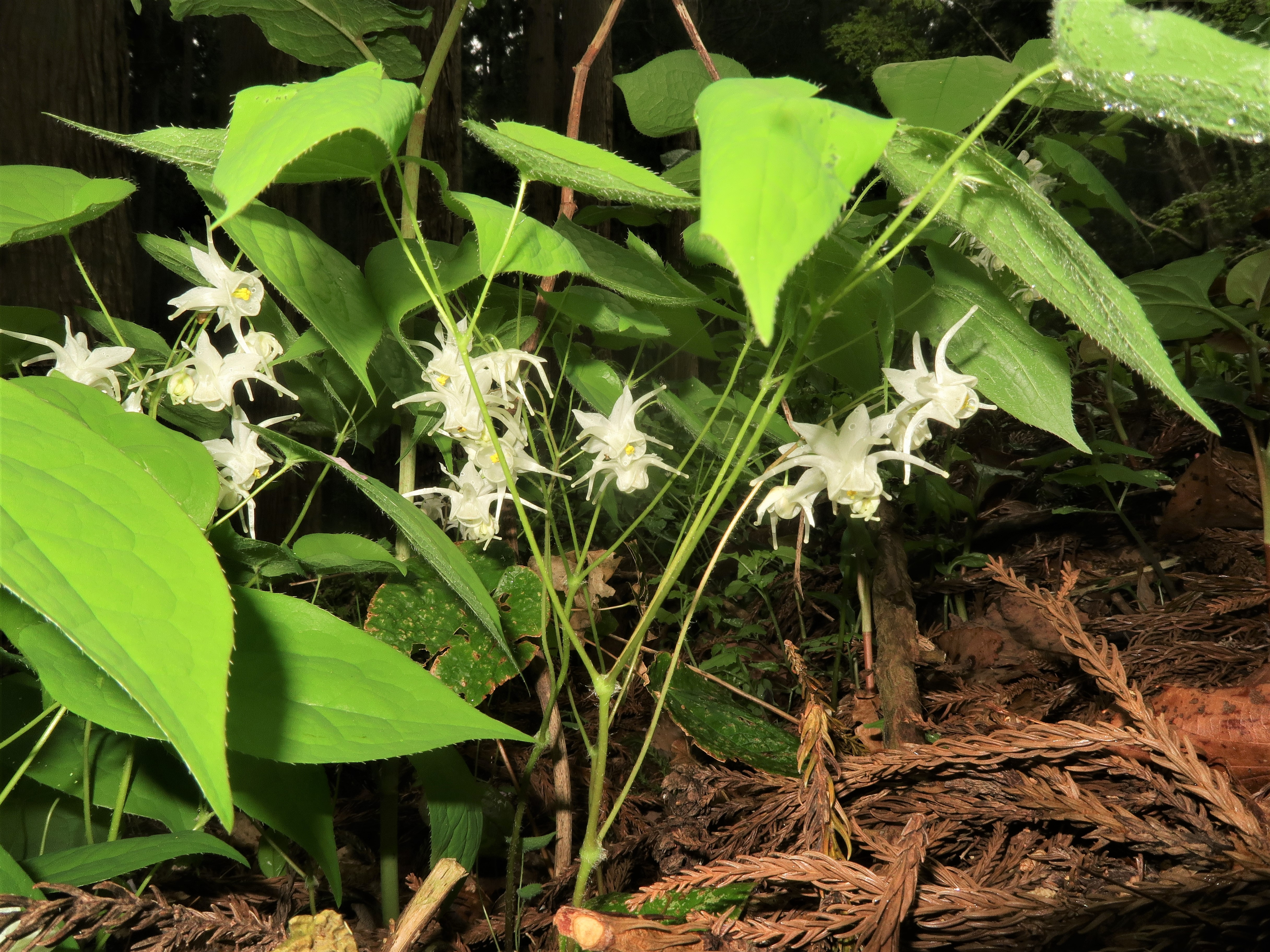
トキワイカリソウ